# Arène de Fuengirola
 (juillet 2025).
Motif : Insuffisance en matière de sources secondaires centrées, indépendantes de toute démarche promotionnelle, et d'envergure nationale.  Cf WP:CAA 
- Archive Wikiwix
- Bing
- Cairn
- DuckDuckGo
- E. Universalis
- Gallica
- Google
- G. Books
- G. News
- G. Scholar
- Persée
- Qwant
- (zh) Baidu
- (ru) Yandex
- (wd) trouver des œuvres sur Wikidata

| 1. | Préciser le motif de la pose du bandeau. | Précisez le motif de la pose du bandeau en utilisant la syntaxe suivante : {{admissibilité à vérifier\|date=juillet 2025\|motif=remplacez ce texte par le motif}}                        |
| 2. | Informer les utilisateurs concernés.     | Pensez à avertir le créateur de l'article, par exemple, en insérant le code ci-dessous sur sa page de discussion : {{subst:avertissement admissibilité à vérifier\|Arène de Fuengirola}} |

 (juillet 2025).
Arène de Fuengirola (espagnol : Plaza de Toros de Fuengirola) est une arène de corrida de troisième catégorie et un centre culturel situé dans la ville côtière de Fuengirola, province de Málaga, Andalousie, Espagne. Initialement dédiée aux corridas, elle a été convertie en un lieu culturel.

## Historique

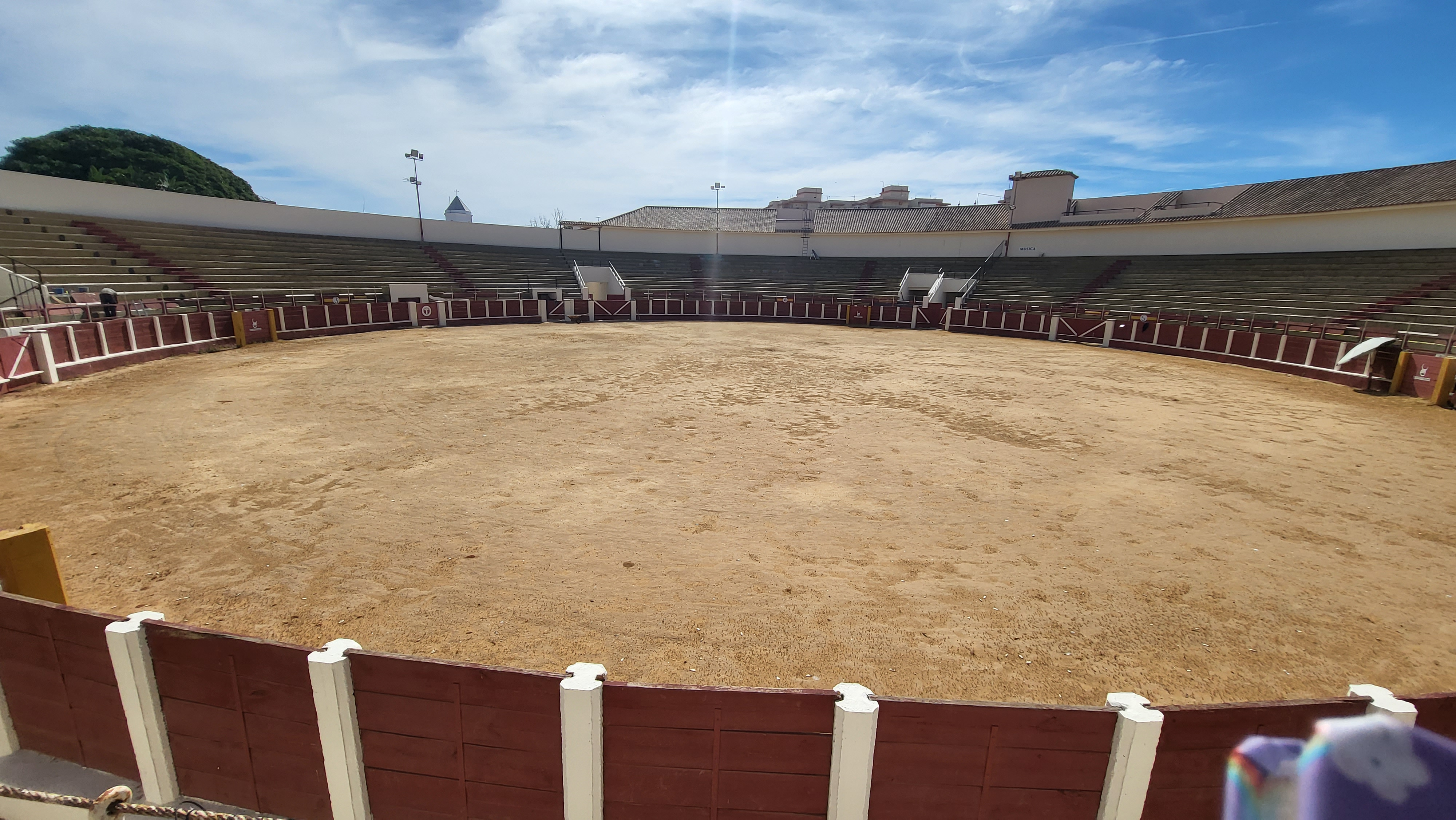
Intérieur de l'arène de Fuengirola

L'arène a été inaugurée le 8 juillet 1962 avec la participation des toreros César Girón, Manuel Segura et José Martínez "Limeño" ainsi que du rejoneador Clemente Espadanal, face à des taureaux de Germán Gervás.
En 2012, d'importants travaux de rénovation ont été réalisés, incluant un espace commercial et une accessibilité accrue pour les personnes à mobilité réduite. La réinauguration a eu lieu le 6 octobre 2012 avec les toreros El Cordobés, El Fandi et Juan José Padilla. Une statue du torero local Antonio José Galán a été installée devant l'entrée.

## Corridas et nouvelles utilisations
Les corridas traditionnelles ne sont plus organisées en raison de l'évolution des perceptions culturelles et des préoccupations pour le bien-être animal. Cependant, une école de tauromachie locale continue d'y donner des cours deux fois par semaine.
L'arène accueille désormais concerts, pièces de théâtre et expositions d'art. Elle est aussi un site majeur de la Feria del Rosario, qui se tient chaque octobre avec flamenco, spectacles équestres et musique live.